# توماس بورشرت
توماس بورشرت (بالألمانية: Thomas Borchert)‏ (و. 1966  م) هو ممثل، ومغني، وممثل مسرحي ألماني، ولد في إسن.

## وصلات خارجية
- توماس بورشرت على موقع IMDb (الإنجليزية)
- توماس بورشرت على موقع ميوزك برينز (الإنجليزية)
- توماس بورشرت على موقع ديسكوغز (الإنجليزية)

- توماس بورشرت في قاعدة بيانات الأفلام على الإنترنت